# Dysstroma passeraria
Dysstroma passeraria är en fjärilsart som beskrevs av Freyer 1846. Dysstroma passeraria ingår i släktet Dysstroma och familjen mätare. Inga underarter finns listade i Catalogue of Life.